# Maharashtra
Maharashtra este cu 307.713 km2 al treilea stat al Indiei din punctul de vedere al suprafeței și cu 112.374.333 de locuitori al doilea stat al Indiei și a doua subdiviziune din lume din punctul de vedere al populației. Maharashtra este unul dintre cele mai bogate state ale Indiei. 

## Geografie

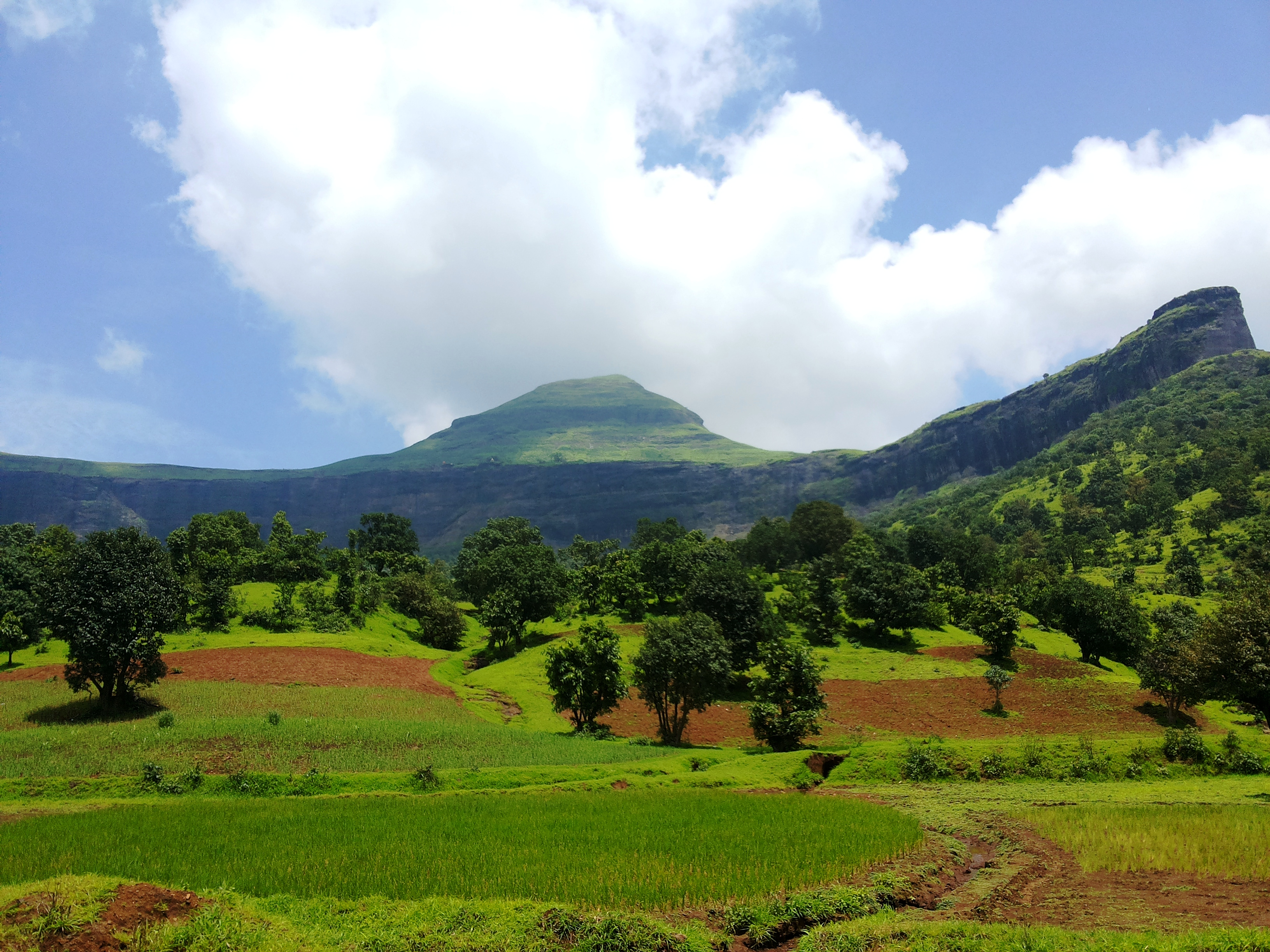
În Gații de Vest

Maharashtra este mărginită de Marea Arabiei la vest, statele Karnataka și Goa la sud, Telangana la sud-est, Chhattisgarh la est, Gujarat și Madhya Pradesh la nord și teritoriul unional Dadra și Nagar Haveli și Daman și Diu la nord-vest. Capitală este Mumbai, cel mai mare oraș din India. Orașul Nagpur găzduiește sesiunile de iarnă ale legislativului Maharashtrei.
Cea mai mare parte a statului se află pe platoul Dekkan, care este despărțit de câmpiile litoraliere munții Gații de Vest cu o înălțime medie de 1200 m. Lanțurile muntoase Satpura la nord și Bhamragad-Chiroli-Gaikhuri la est formează hotarele naturale ale statului. Pădurile acoperă 17% din suprafața acestui stat.
În Maharashtra domnește o climă tropicală cu trei anotimpuri: vara (martie-mai), anotimpul musonic (iunie-septembrie) și iarna (octombrie-februarie). Dat fiind că în partea centrală a statului cad insuficiente precipitații, pe cele mai multe râuri au fost construite baraje. Maharashtra dispune de circa 1821 baraje mari.

## Istorie
Din secolul al XVII-lea până la începutul secolului al XIX-lea Maharashtra a fost centrul Imperiului Marathilor. După ce India și-a dobândit independența în 1947, Maharashtra s-a regăsit în statul Bombay, divizat în 1960 în două părți: Gujarat, locuit de vorbitorii limbii gujarati, și Maharashtra, unde predomină populația marathi.

## Demografie

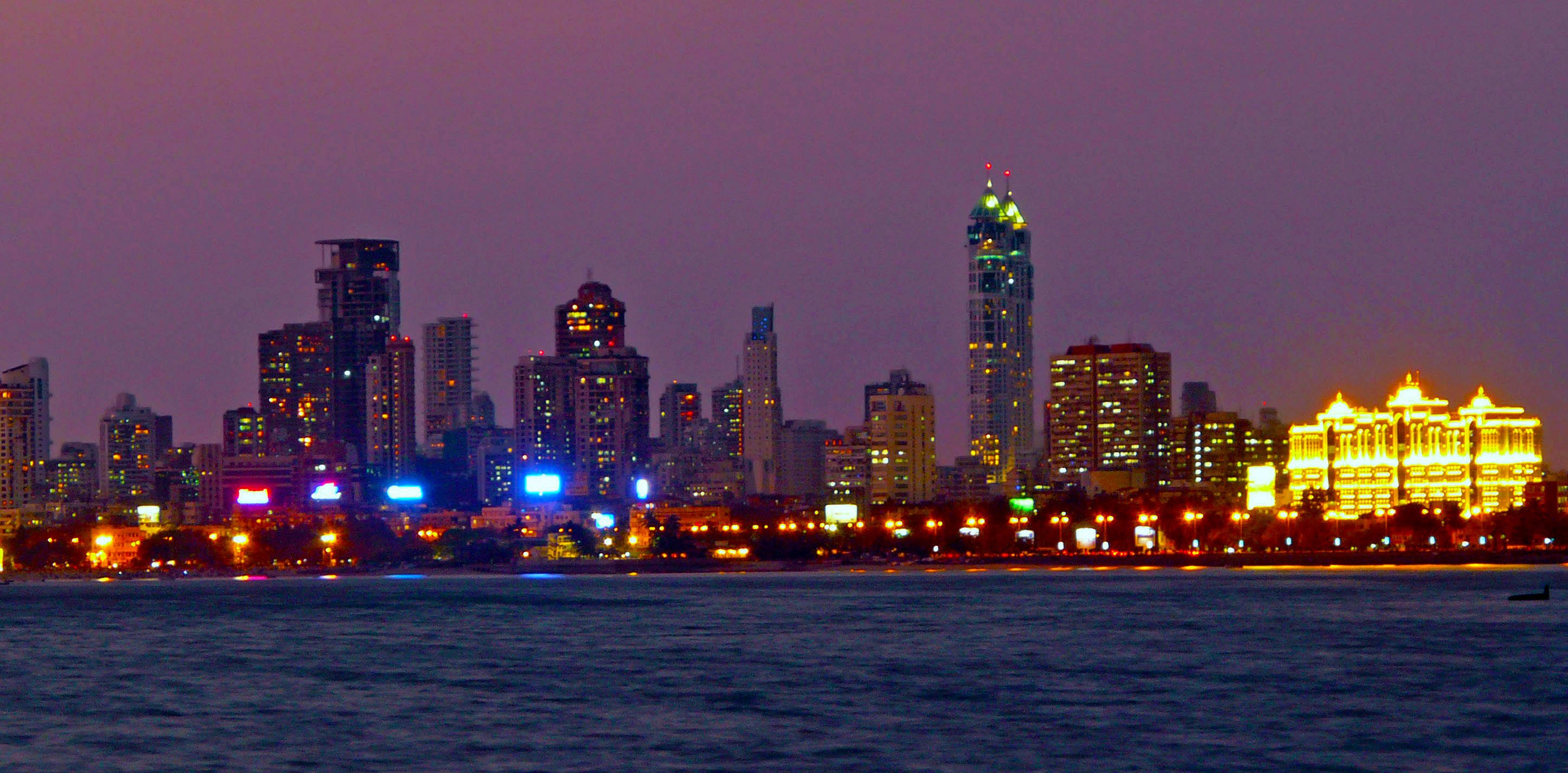
Mumbai

Majoritatea populației sunt hinduiști (79,83%), iar cea de a doua confesiune ca număr de aderenți este islamul (11,54%). Limbă oficială este limba indo-europeană marathi, vorbită de 71,5% din locuitori, urmată de limbile hindi (9,7%) și urdu (6,7%).
Orașe mari (Situația: la recensământul din 2011):
| Oraș       | Locuitori  |
| ---------- | ---------- |
| Mumbai     | 18.414.288 |
| Pune       | 5.049.968  |
| Nagpur     | 2.497.777  |
| Nashik     | 1.562.769  |
| Aurangabad | 1.189.376  |
| Sholapur   | 951.118    |
| Jalgaon    | 737.411    |
| Amravati   | 646.801    |
| Kholapur   | 561.841    |
| Nanded     | 550.564    |

## Economie
Maharashtra este cel mai industrializat stat din India și capitala sa Mumbai este centrul financiar și comercial al țării. Acest stat joacă un rol însemnat în viața socială și politică a Indiei și este considerat lider în privința producției industriale și agricole, comerțului, transportului și educației, contribuind la economia națională cu 15% PIB a țării. Economia Maharashtrei este cea mai mare din India cu un produs intern brut de 400 miliarde dolari americani.
Mumbai este centrul național al industriei cinematografice, o treime din filmele indiene fiind produse în Maharashtra.